# Pavage hexagonal adouci

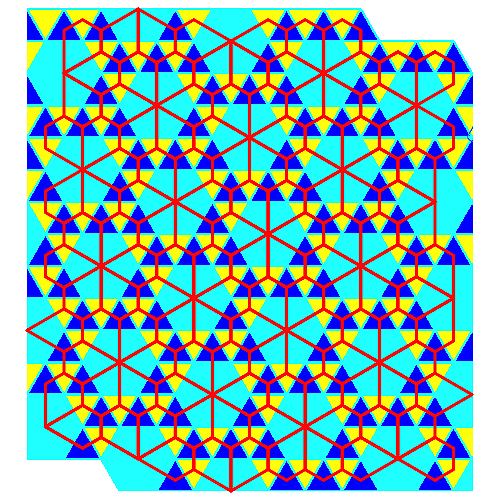
Pavage hexagonal adouci et son dual, pavage de Laves à fleurs.

Le pavage hexagonal adouci est, en géométrie, un pavage semi-régulier du plan euclidien. Il est constitué de triangles équilatéraux et d'hexagones.